# Graphe de Dyck
Le graphe de Dyck est, en théorie des graphes, un graphe 3-régulier possédant 32 sommets et 48 arêtes.

## Propriétés

### Propriétés générales
Le diamètre du graphe de Dyck, l'excentricité maximale de ses sommets, est 5, son rayon, l'excentricité minimale de ses sommets, est 5 et sa maille, la longueur de son plus court cycle, est 6. Il s'agit d'un graphe 3-sommet-connexe et d'un graphe 3-arête-connexe, c'est-à-dire qu'il est connexe et que pour le rendre déconnecté il faut le priver au minimum de 3 sommets ou de 3 arêtes.

### Coloration
Le nombre chromatique du graphe de Dyck est 2. C'est-à-dire qu'il est possible de le colorer avec 2 couleurs de telle façon que deux sommets reliés par une arête soient toujours de couleurs différentes. Ce nombre est minimal.
L'indice chromatique du graphe de Dyck est 3. Il existe donc une 3-coloration des arêtes du graphe telle que deux arêtes incidentes à un même sommet soient toujours de couleurs différentes. Ce nombre est minimal.

### Propriétés algébriques
Le graphe de Dyck est symétrique, c'est-à-dire que son groupe d'automorphismes  agit transitivement sur ses arêtes, ses sommets et ses arcs. Son groupe d'automorphismes est un groupe d'ordre 192.
Le polynôme caractéristique de la matrice d'adjacence  du graphe de Dyck est : {\displaystyle (x-3)(x-1)^{9}(x+1)^{9}(x+3)(x^{2}-5)^{6}}.